# Métro de Séville
Ne doit pas être confondu avec MetroCentro.
Le métro de Séville (en espagnol : Metro de Sevilla) est un réseau de transport collectif en site propre de type métro desservant Séville et son agglomération, en Andalousie. Il comprend une seule ligne.
Le premier projet d'un réseau de métro sévillan est évoqué à la fin des années 1960. Comptant trois lignes radiales depuis le centre historique, il est mis en chantier, avec le soutien de l'État qui vote une loi en ce sens, en 1976. Les travaux sont suspendus en 1984 et arrêtés en 1986 en raison de dommages aux bâtiments patrimoniaux de la vieille ville et de manque de soutien politique. Trois kilomètres de tunnels et six stations ont déjà été creusés.
En 2000, un nouveau réseau est proposé, comportant quatre lignes : deux d'est en ouest, une du nord au sud, et une circulaire. Le chantier est relancé en 2003 avec la construction de la ligne 1, qui reprend les infrastructures déjà construites. Elle ouvre en 2009, trois ans après la date initialement prévue et un coût double par rapport à la première estimation, en raison des aléas de chantier et des modifications du tracé en cours de travaux.
Les tracés des trois autres lignes sont présentés en 2011. L'objectif alors est d'ouvrir la ligne 3 en 2017 au nord et en 2020 au sud. Mis en attente pendant huit ans, le développement du réseau est relancé en 2019 par un accord entre le gouvernement régional et la mairie sur la réalisation de la ligne 3. Les travaux du tronçon nord de celle-ci commencent quatre ans plus tard, avec une ouverture prévue en 2030. La ligne 2 est l'objet en 2024 du lancement d'études pour sa mise à jour technique.

## Histoire

### Chronologie
- 1969 : vote par le conseil municipal du principe de création d'un réseau de métro
- 1972 : publication par l'État du plan d'exécution d'un réseau de trois lignes
- 1975 : adoption par les Cortes de la loi permettant la réalisation du réseau
- 1976 : début des travaux
- 1984 : interruption des travaux
- 1986 : annulation du projet
- 1999 : accord politique pour la création d'un réseau de métro
- 2000 : adoption du projet de base d'un réseau à quatre lignes
- 2002 : adoption du projet détaillé
- 2003 : début des travaux de la ligne 1
- 2009 : mise en service de la ligne 1 en plusieurs phases
- 2010 : enquête publique concernant les lignes 2, 3 et 4
- 2019 : accord institutionnel pour la relance du projet de la ligne 3
- 2023 : début des travaux du tronçon nord de la ligne 3.
- 2024 : appel d'offres pour mise à jour de la documentation technique de la ligne 2

### Projet avorté

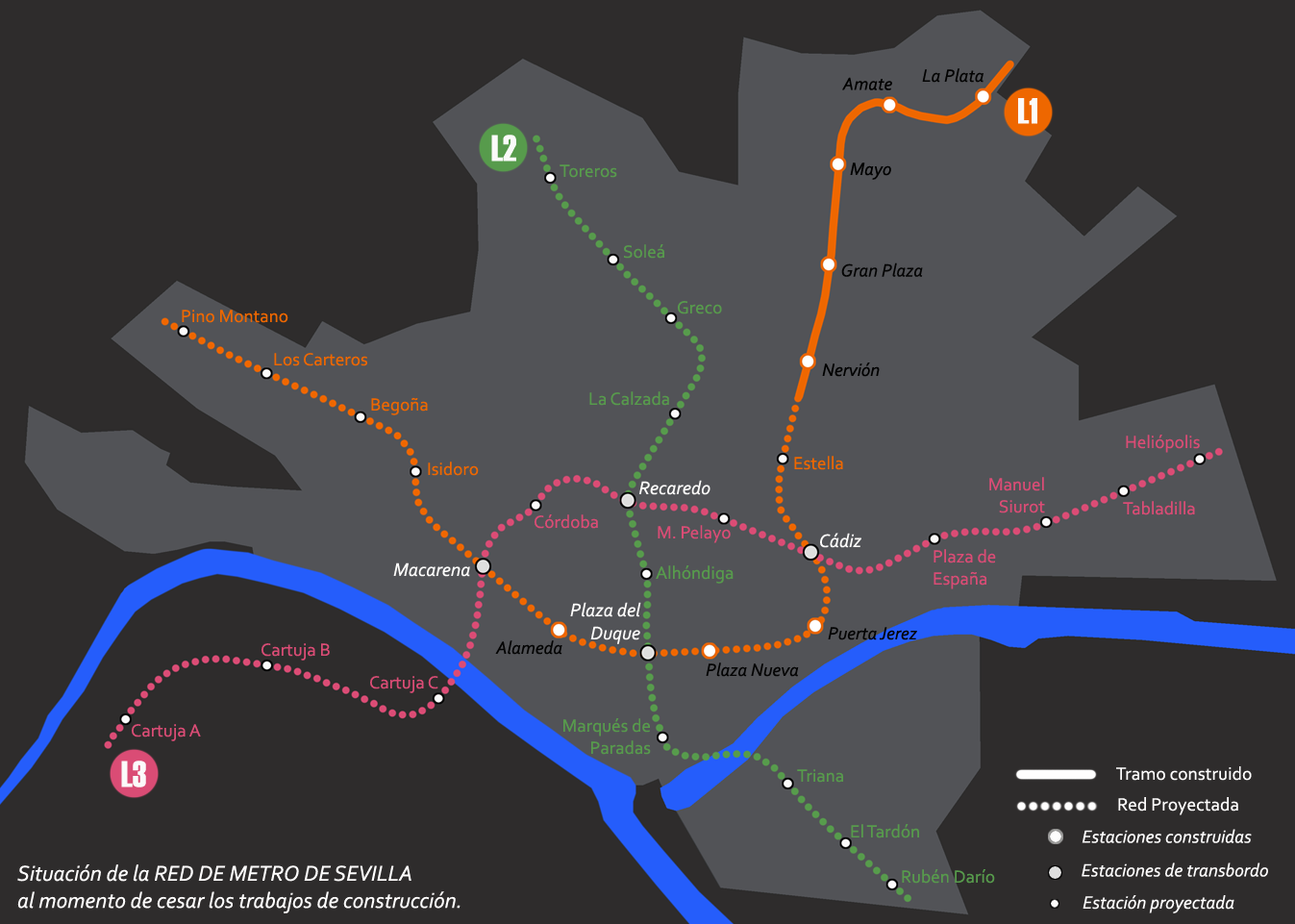
Carte du projet de 1972.

Le projet d'un réseau de métro à Séville apparaît en 1968, sous la plume de l'ingénieur Plácido Álvarez Fidalgo dans le plan décennal de la commune, que le conseil municipal adopte en 1969 et remet aux services de l'État.
Trois ans plus tard, le ministère des Travaux publics publie le plan d'exécution : le réseau, centré sur le territoire sévillan avec une organisation radiale autour du centre historique, compte trois lignes et 39 stations, dont les tracés ont été remodelés par rapport à la proposition municipale. En raison de la richesse archéologique du sous-sol de la vieille ville, la circulation en souterrain oblige à passer en profondeur, jusqu'à 44 mètres sous le niveau du sol.
Les Cortes adoptent en 1975 une loi permettant la construction du métro de Séville, et les travaux commencent en avril 1976. Ils sont interrompus en 1984, après qu'un rapport commandé par la Junte d'Andalousie a révisé à la baisse la fréquentation envisagée et que plusieurs bâtiments patrimoniaux ont été détériorés par le chantier en souterrain dans le centre historique. En 1986, les pouvoirs publics annulent définitivement le projet, qui a déjà coûté cinq milliards de pesetas, alors que 3,66 km de tunnel ont été creusés et six stations construites.

### Nouveau projet et mise en service
Le plan de déplacements urbains de l'agglomération de Séville (PITAMS) de 1995, commandé par le gouvernement andalou, estime techniquement possible de reprendre la construction de la ligne, mais considère que le métro ne sera pas compétitif par rapport aux autres modes de transport.
En 1999, les deux partis au pouvoir au conseil municipal de Séville passent un accord pour relancer le projet du réseau métropolitain. Adopté en 2000, le plan de base du réseau l'organise autour de quatre lignes : la ligne 1, circulant d'ouest en est entre Los Remedios et le campus de l'université Pablo de Olavide en passant par la gare de San Bernardo ; la ligne 2, circulant d'ouest en est entre Plaza de Armas et le quartier de Torreblanca en passant par la gare de Santa Justa ; la ligne 3, circulant du nord au sud entre le quartier de Pino Montano et le quartier de Los Bermejales en passant par le Prado de San Sebastián ; et la ligne 4, suivant un tracé circulaire desservant notamment Triana et La Cartuja. Le conseil de gouvernement du 21 mai 2002 approuve le plan d'ensemble du réseau, ainsi que deux prolongements de la ligne 1 : à San Juan de Aznalfarache et Mairena del Aljarafe à l'ouest, et à Dos Hermanas à l'est. Le réseau, dont la date d'achèvement est prévue en 2007, a une projection de 91 millions de voyages par an sur 52,5 km de trajet et 75 stations.

Logo du métro de Séville entre 2009 et 2024.

Les travaux reprennent en septembre 2003 pour la ligne 1, au niveau du tunnel réalisé dans les années 1970/1980, sans accord de financement avec l'État. La mise en service commercial de la ligne est alors programmée pour juin 2006. Le tunnelier ouest commence à percer au niveau de Mairena del Aljarafe en janvier 2004, tandis que le tunnel est, dans le secteur de Montequinto, ne commence qu'en septembre 2007. La convention financière avec l'État est conclue en septembre 2005, pour une durée de trente ans et un montant de 218 millions €.
Le chantier est marqué par plusieurs aléas : construction d'un viaduc sur le Guadalquivir entre San Juan de Aznalfarache et Séville pour ne pas emprunter le pont de San Juan comme prévu ; réalisation d'une dalle en béton sous le canal Alphonse-XIII pour le passage du tunnelier, qui tombe plusieurs fois en panne ; effondrements multiples de la chaussée ; modification du tracé à San Bernardo pour éviter des effondrements de logements ; chute d'une poutre maîtresse du viaduc franchissant le périphérique,.
La ligne 1 est inaugurée le 2 avril 2009, avec trois ans de retard sur la date prévue et cinq stations non-ouvertes. Quatre entrent en service dans les mois qui suivent. Le coût final de la ligne atteint 730 millions €, soit 70 % de plus que l'estimation initiale fondée sur l'avant-projet sommaire et non l'étude d'exécution, auxquels s'ajoutent 160 millions € d'indemnités à verser au consortium chargé de construire la ligne pour les surcoûts engendrés par des modifications de tracé dont il n'est pas responsable, portant le prix définitif à 892,4 millions €, ce qui correspond à une augmentation de 108 %.

### Suspension puis relance
Les marchés pour la rédaction des avant-projets définitifs de la ligne 2, la ligne 3 et la ligne 4 sont attribués en octobre 2007, la mairie de Séville envisageant alors le lancement des travaux pour la fin de l'année 2009. La phase de concertation publique est ouverte avec la publication des avant-projets définitifs, en juin 2010. Les allégations retenues sont présentées en mars 2011, notamment l'enfouissement de plusieurs tronçons et l'amélioration de la desserte du centre historique, le coût total de la réalisation des trois lignes étant prévu à 3,22 milliards € et la fréquentation du réseau une fois achevé estimée à 125,03 millions de voyageurs par an. En dévoilant les études de projet en décembre 2011, la Junte estime pouvoir ouvrir la partie nord de la ligne 3 en 2017, et la section sud trois ans plus tard, leur donnant la priorité puisqu'elle dessert plus de population et se connecte avec la ligne 1, sans fournir de délai pour les deux autres lignes.
En mai 2019, l'exécutif andalou annonce que les études de projet des lignes 2 et 4 de 2011 ne sont pas abouties : seule la section entre la gare de Santa Justa et le quartier Torreblanca de la 2, et les deux tiers de la 4, disposent d'un plan d'exécution, tandis que la 3 dispose d'un plan d'exécution sur l'ensemble de son tracé. Le gouvernement autonome et la mairie de Séville concluent six mois plus tard un accord permettant d'engager le prolongement du réseau par la ligne 3, prioritaire sur la ligne 2 car elle est en correspondance avec la ligne 1. La mise à jour de la documentation technique est découplée entre un tronçon nord et un tronçon sud, la séparation se faisant au niveau de la connexion avec la ligne 1.
La version à jour des études et du plan d'exécution du tronçon nord de la ligne 3 est présentée en janvier 2022, la mise en service commercial étant programmée pour l'année 2030. Son coût est alors estimé à 1,05 milliard €, soit 305 millions € de plus que dans l'avant-projet, qui ne comprenait pas le garage-atelier, l'achat de nouvelles rames et la TVA. Les échangeurs avec la ligne 2 et la ligne 4 seront construits en même temps que le tronçon nord. Un accord de financement avec l'État est conclu en juin suivant — chaque administration apportant 50 % du coût total, soit 522 millions € — et signé sept mois plus tard, après avoir été réévalué du fait de l'inflation. Les travaux débutent à la fin du mois de février suivant.
Concernant la section sud, son tracé est redéfini en juin 2020, notamment pour desservir l'hôpital Virgen del Valme, situé tout au sud de Séville. Le marché de mise à jour du plan d'exécution est attribué en juillet 2021. Alors qu'il accuse déjà plus d'un an de retard, le gouvernement régional et la municipalité annoncent en mars 2025 un nouveau décalage de trois mois afin d'étudier un tracé alternatif dans le quartier de Bellavista.
L'appel d'offres pour la mise à jour de la documentation technique de la ligne 2 est lancé en avril 2024. Le gouvernement andalou indique d'ailleurs vouloir étudier des modifications au projet initial, comme la desserte d'El Aljarafe ainsi que de l'aéroport au détriment des quartiers Est, qui bénéficieront en 2025 d'un bus à haut niveau de service. Attribué sept mois plus tard, le marché prévoit une conclusion des études en juillet 2026 et la finalisation de l'étude de projet et du plan d'exécution en 2028.

## Réseau

### Actuel
| Ligne | Ligne | Terminus    | Terminus          | Longueur | Stations | Distance moyenne entre les stations |
| ----- | ----- | ----------- | ----------------- | -------- | -------- | ----------------------------------- |
|       |       | Ciudad Expo | Olivar de Quintos | 18,05 km | 21       | 1 165 m                             |

### Projets
| Ligne                    | Ligne                    | Terminus                 | Terminus                 | Longueur                 | Stations                 | Distance moyenne entre les stations |
| En cours de construction | En cours de construction | En cours de construction | En cours de construction | En cours de construction | En cours de construction | En cours de construction            |
| ------------------------ | ------------------------ | ------------------------ | ------------------------ | ------------------------ | ------------------------ | ----------------------------------- |
|                          |                          | Pino Montano Norte       | Hospital de Valme        | 18,1 km                  | 24                       | 754 m                               |
| En cours de relance      |                          |                          |                          |                          |                          |                                     |
|                          |                          | Torretriana              | Torreblanca              | 11,5 km                  | 17                       | 676 m                               |
| Envisagée                |                          |                          |                          |                          |                          |                                     |
|                          |                          | Circulaire               | Circulaire               | 17,3 km                  | 23                       | 752 m                               |

### Connexes
Le centre de la ville d'Alcalá de Guadaíra doit être relié à la ligne 1 par un tramway, tandis qu'en 2025, deux lignes de bus à haut niveau de service suivront en surface et en site propre le parcours de la ligne 2.

## Matériel roulant

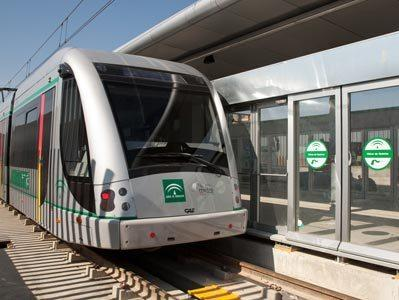
Train à la station Olivar de Quintos

Les 21 rames sont du type CAF Urbos 2. Chaque rame a cinq éléments avec climatisation. Conçu pour fonctionner sur une voie à l'écartement de 1 435 mm, chaque rame  bidirectionnelle mesure 31,26 m de long et peut accueillir 275 voyageurs avec 54 places assises et 221 places debout. Les rames mesurent 2 650 mm de large.

## Exploitation et fréquentation

### Exploitation
La ligne est exploitée sous le régime de la concession par la société Metro de Sevilla, S.A., créée en 2003 pour construire la ligne et en assurer l'exploitation. Initialement, elle est détenue par l'Agence des travaux publics d'Andalousie ainsi que les entreprises privées Actividades de Construcción y Servicios (ACS), Sacyr, Gea 21 et Construcciones y Auxiliar de Ferrocarriles (CAF), mais ces dernières revendent en 2014 leurs parts à la société Globalvia, qui détient depuis 88,2 % de l'entreprise concessionnaire.

### Fréquentation
En 2024, le métro transporte 22,69 millions de passagers, soit une hausse de 11 % sur un an et un nouveau record de fréquentation.

## Horaires et tarification
Le réseau fonctionne en service commercial de 6 h 30 à 23 h du lundi au jeudi, de 6 h 30 à 2 h le vendredi, de 7 h 30 à 2 h le samedi, et de 7 h 30 à 23 h le dimanche et les jours fériés. La fréquence en heure de pointe est d'un métro toutes les quatre minutes.
Le métro est équipé d'un système de paiement sans contact.